# Museo de la calle Andriivskiy Uzviz

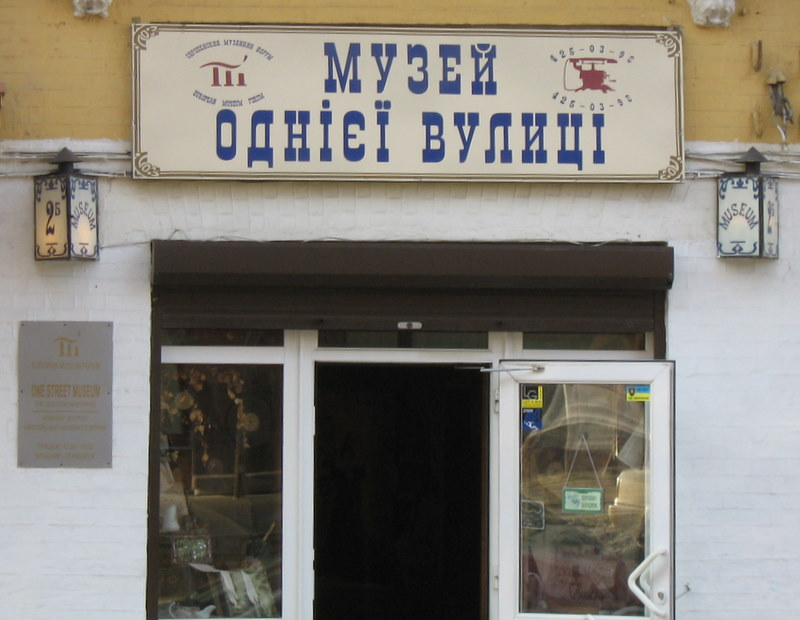

El Museo de la calle Andriivskiy Uzviz es un museo, que está situado en Kiev, en una calle de las más antiguas de la ciudad, llamada Andriivskiy Uzviz («La cuesta de San Andrés») y que está dedicado a la historia de esta calle.

## Historia
El museo fue fundado en el año 1991 por una agrupación llamada «Maister» y se ubicó en Andriivskiy Uzviz, 22-B. En diciembre del 1999 el museo fue trasladado a un local nuevo en la misma calle, 2-B.
El fundador y director del museo es Dmytro Shlyonsky.

## Colecciones
En dos plantas del edificio se encuentra la exposición permanente del museo que muestra muchas antigüedades - libros, cuadros, muebles, ropa, fotografías y documentos sobre la historia de la calle Andriivskiy Uzviz y sus famosos residentes:
- los escritores  Mijaíl Bulgákov y Grigoriy Tuytyunnik;
- los pintores Grigoriy Dyadchenko, Ivan Makushenko y Fotiy   Krasitskiy;
- los escultores Fedir Balavenskiy e Ivan Kavaleridze;
- el sacerdote Oleksandr Glagolev y otros personajes.

Una de sus colecciones más interesantes son las máscaras mortuorias de personajes artísticos. Esta colección está dedicada al proyecto del Museo Virtual de la máscara mortuoria.
La exposición está creada en una manera amena, que permite a los visitantes hacer un viaje por el pasado de la calle Andriivskiy Uzviz y conocer muchas cosas de su historia, antes  desconocidas.